# Casandra (novela)
Casandra es una novela del escritor español Benito Pérez Galdós publicada en el otoño de 1905, cerrando con ella el ciclo "espiritualista" de las "Novelas españolas contemporáneas", iniciado en 1890 con Ángel Guerra. Había sido escrita en su casa santanderina de "San Quintín", en el verano de ese mismo año, y ha sido considerada por los galdosistas como su más dura crítica de "los sectores tradicionalistas católicos del país", en la misma línea ideológica beligerante de Gloria, Doña Perfecta o Electra. En 1910 fue estrenada en Madrid la versión teatral.

## Argumento
Doña Juana de Samaniego, marquesa viuda y rica, modifica la última voluntad de su marido de repartir sus bienes entre los parientes, incluido su hijo ilegítimo —Rogelio—, e influida por elementos interesados decide donar la fortuna a unas congregaciones de caridad de la Iglesia, reservando a Rogelio una pequeña parte. Pero ello será a condición de que abandone a Casandra (la mujer con la que vive y ha tenido dos hijos) y se case con Casilda, la hija santurrona de un amigo, y permita que los referidos hijos sean educados, lejos de su madre, en un "ambiente de valores religiosos". Cuando el plan llega a conocimiento de Casandra, ésta da muerte a la anciana antes de que pueda modificar su testamento. Continúan no obstante los litigios entre las congregaciones eclesiásticas y los herederos originales, y con la presencia del espectro de doña Juana que, lejos de haber hallado la paz tras su muerte, se pasea por Madrid encarnada en una terrorífica vieja muda, visión espectral contra la que el único conjuro es pronunciar a su oído el nombre de Casandra. 
Casalduero, en sus notas a Casandra, sintetiza las posibles intenciones de Galdós con esta reflexión: "...Con Casandra se libera Galdós de la realidad histórica y puede infundir un ideal a los españoles: la lucha constante y diligente contra el mal...".

## Personajes
De los cuatro personajes principales del drama, se ha destacado la definición de 'la mala del cuento', doña Juana, pues serán su figura y sus actos quienes impulsen las acciones de los otros tres: Casandra, Rogelio y Rosaura.
Doña Juana de Samaniego, marquesa viuda de Tobalina. indistintamente definida en la novela como: "mensajera del mal" y "ángel terrible" (por su sobrino carnal, Ismael), "bestia apocalíptica" para Rogelio, y "monstruo de hipocresía y crueldad" para Casandra.
Rogelio, hijo ilegítimo del marqués de Tobalina, triple espina para doña Juana, por el pecado de infidelidad —hijo adúltero— de su marido, por el insulto a su propia esterilidad y por vivir en concubinato con Casandra, con la que tiene dos hijos. Interesado e indeseable que abandona y burla a su compañera ante el chantaje económico de doña Juana, permitiendo además que a Casandra le quiten sus hijos y queden bajo la tutela de la rica y santurrona Casilda, triste madrastra. 
Casandra, versión galdosiana del mito griego homónimo, heroína de la novela. La acción frente a la reacción.
Rosaura, una de las mujeres dulces de Galdós, como la Benina de Misericordia, antítesis de la religiosidad contemplativa y estéril, de la hipocresía y la falsedad de doña Juana. En la novela, madre de nueve hijos, esposa de Ismael, sobrino de la marquesa. Para Galdós, cristiana auténtica, símbolo de fertilidad, generosidad y consuelo.

## La versión teatral
Cinco años después de la publicación de la novela, el autor presentó la versión dramatizada en el Teatro Español de Madrid, el 28 de febrero de 1910, con Carmen Cobeña como "Casandra", Enrique Borrás, en el papel de "Rogelio" y Julia Cirera interpretando a la terrible Doña Juana, paradigma galdosiano de la reencarnación del fanatismo y la hipocresía de Doña Perfecta. El interés del personaje puede rastrearse en la versión que Francisco Nieva estrenó en 1983 en el Teatro Pérez Galdós de Las Palmas de Gran Canaria.
Pérez de Ayala, amigo interesado del anciano Galdós y uno de sus últimos confidentes, en su crónica del estreno en Madrid de la versión teatral de Casandra (publicada en la revista Europa en 1910), concluye:

"...Doña Juana se nos muestra con una perfección moral propia, si se la coteja con sus sobrinos. Pero es una perfección aparente tan solo y, desde luego, es una corrupción social y un morbo de tal índole que daría al traste muy presto con el organismo colectivo más recio. Imaginad una sociedad en donde todos los elementos productivos tengan los ojos en blanco por mantenerlos desleidos en el reino interior o en las sombras ultraterrenas. ¿Qué acontecería? Que la riqueza creada, sin cuyo amparo es punto menos que imposible crear otra nueva, afluiría a las manos tenebrosas de los gestores de la bienaventuranza, dejando huérfanas de toda protección a las actividades vitales, cuyo oriente es el mejoramiento humano (...) En suma: los sobrinos de doña Juana, con todos sus defectos, son la fecundidad social; doña Juana es la esterilidad social".
Ramón Pérez de Ayala 